# 和田春
和田 春（わだ はる、1976年2月29日 - ）は、日本の作曲家、編曲家、音楽プロデューサー。宮城県仙台市出身。

## 略歴
幼少期は米国で育ち、帰国後クラシックピアノを始める。中学時代に父の影響で作曲を始め、オリジナル楽曲制作に興じる。大学進学で上京し、自らがプロデュースするシンガーを集めた大型クラブでのイベントを精力的に行う傍ら、テレビ、CM、映画など映像音楽への楽曲提供も始める。
卒業後は作詞家・作曲家・アレンジャーとして活動する一方、2009年には国連主催「Music Earthist 2009」にThe Collaborationzzzのプロデューサー兼キーボーディストとして参加（現在は活動終了）。
2014年からは花島大義とともに音楽制作ユニットdoubleglassを結成し、メジャー、インディーズ問わず楽曲を提供。セッションボーカリストとしても活躍。
個人名義でも映画音楽、自らが歌うCMソングなど、ジャンル問わず多数楽曲提供を行なう。

## ディスコグラフィ

### 提供楽曲、プロデュース作品
※doubleglassの作品も含む

糸あゆみ
- Dreamer - （ユニオンミュージックジャパン）
- My Friends ～Album Ver.～ - チバテレビ「勝利の女神」オープニングテーマ曲（ユニオンミュージックジャパン）

カノエラナ
- All My Life

 Carat
- Fake Love - （フォーライフミュージックエンターテイメント）
- C.A.R.A.T - テレビ東京「Next Stage」エンディングテーマ（ユニオンミュージックジャパン）

坂道シリーズ
- 乃木坂46
  - 曖昧

- けやき坂46
  - 誰よりも高く跳べ！

- 日向坂46
  - My god
  - 君は0から1になれ

The Collaborationzzz
- To the top - 2011年横浜Fマリノス公式応援歌（ヤマハミュージックエンターテインメント）

shotaro
- 蒼く染まれ！ - 2012年水戸ホーリーホック公式応援歌（Shot Arrow Records）

 SOLIDEMO
- Rafflesia - フジテレビ「ファーストクラス」オープニングテーマ（エイベックス* トラックス）

フェアリーズ
- ひらり - （SONIC GROOVE）

藤田ニコル
- Bye-Bye

森口博子
- Ubugoe - 『機動戦士ガンダム ククルス・ドアンの島』主題歌[1]（KING RECORDS）

Yuri
- Look up to the sky - テレビ埼玉「うるまでがーまる」主題歌（ユニオンミュージックジャパン）

RisaJ
- Why U - チバテレビ「勝利の女神」オープニングテーマ曲（ユニオンミュージックジャパン）

ROMEO
- Faith

ぴよまる
- Salvator

### 映画
- 記憶の香り（濱口竜介監督作品） 音楽担当
- 天国はまだ遠い（濱口竜介監督作品） 音楽担当
- 不気味なものの肌に触れる（濱口竜介監督作品） 楽曲演奏
- kiss me or kill me 届かなくても愛してる（内田春菊プロデュース） 主題歌・音楽担当

### CM
- 東海住宅
- 鎌取住宅

### その他担当作品
- 日本中央競馬会（JRA）G1レース ウイニングラン楽曲

### イベント
- oAno Festival
- JAZZERO STYLE
- DIAMONDS